# 이레네 아수엘라
이레네 아수엘라(Irene Azuela)는 멕시코의 배우이다. 아리엘상 여우주연상 2회(2008, 2009) 수상자이다.

## 출연 작품
- 은밀한 계절, 봄 (2014)
- 라스트 콜 (2013)
- 미스 발라 (2011)
- 카타리나의 사랑과 자유 (2008)
- 정사 4 (2008)
- 나이트 버팔로 (2006)